# إيل أباد
إيل‌ أباد (بالفارسية: ایل‌آباد) هي قرية تقع في قسم رادكان الريفي (مقاطعة تشناران) في إيران.